# Макдональд, Билл
Уильям «Билл» Джесс Макдональд (англ. William Jesse McDonald; 28 сентября 1852, Кемпер, Миссисипи — 15 января 1918, Уичито-Фолс, Техас) — легендарный техасский рейнджер, телохранитель президентов США Теодора Рузвельта и Вудро Вильсона.

## Биография

### Ранние годы и образование
Билл Макдональд родился в округе Кемпер, Миссисипи, но после гражданской войны переехал со своей матерью, урождённой Юнис Дарэм, и другими родственниками на восток Техаса. Его отец, Энох Макдональд, был убит в 1862 году в битве при Коринфе, штат Миссисипи. Макдональды поселились на ферме около Хендерсона в округе Раск. В 16 лет, во время реконструкции, Макдональд поссорился с федеральными чиновниками, был осуждён за измену, но оправдан благодаря вмешательству будущего конгрессмена Дэвида Б. Калберсона.
В 1872 году Макдональд окончил торговый колледж в Новом Орлеане, штат Луизиана. В Хендерсоне он учился чистописанию, пока не открыл небольшой магазин около реки Сабин в округе Грегг, Техас.

### На страже закона
Работая в магазине, Макдональд помогал правоохранительным органам, и позже стал помощником шерифа округа Вуд. Будущий губернатор Джейм Хогг познакомил Макдональда с Родой Изабель Картер, которая позже стала его женой. Свадьба состоялась в январе 1876 года. В 1883 году пара переехала в округ Уичита, штат Техас, а затем в округ Хардемен, где Макдональд снова стал заместителем шерифа, был выдвинут в рейнджеры и заместители маршала Северного округа штата Техас и Южного округа Канзаса. Его смелая тактика помогла схватить банду Брукинсов в округе Хардемен, а также прекратить кражи крупного рогатого скота и грабежи поездов на «ничейной земле» и на земле чероки.
В 1891 году губернатор Хогг назначил Макдональда капитаном техасских рейнджеров. Эту должность он занимал до 1907 года. В это время рейнджеры расследовали многие конфликты в штате, в том числе: бой боксёров Боб Фицсиммонс — Питер Маэр в Эль-Пасо, ограбление банка в Уичито-Фолс, убийство в округе Сан-Саба (в это время госпожа Макдональд была в лагере вместе с мужем), междоусобица в округе Колорадо, линчевание семьи Хэмфрис, убийство семьи Кондитт возле города Эдна, перестрелка с мексиканскими американцами около Рио-Гранд-Сити, округ Старр. Во время всех этих конфликтов под руководством Макдональда погиб только один рейнджер — T.L. Fuller.
В 1893 году Макдональд был ранен в городе Куана на дуэли с шерифом округа Чилдресс Джоном Мэтьюсом. В 1906 году Макдональд был направлен для наведения порядка в Браунсвилл. Это дело стало известно как Браунсвиллский рейд, в котором 167 афроамериканских солдат 25-го пехотного полка армии США ложно обвинили в расовых беспорядках. Президент Теодор Рузвельт отправил в отставку солдат с лишением прав и привилегий, сгоряча обвинив их в участии в «заговоре молчания», не обозначив конкретных воинов, которые, возможно, стреляли и убили белого торговца.
Макдональд и трое других офицеров — Джон Х. Роджерс, Джон Р. Хьюз и Джон А. Брукс, были известны как «четыре великих капитана» техасских рейнджеров. Макдональд был выдающимся стрелком, который использовал своё оружие для запугивания и разоружения оппонентов. Получив в перестрелках не одну пулю, Макдональд никогда не убивал своих противников.
В 1905 году Макдональд был телохранителем президента Теодора Рузвельта. В 1906 году умерла его жена. В 1907 году Макдональд переехал в Остин, где возглавил налоговую службу в администрации губернатора Томаса Кэмпбелла. За два года на этом посту он увеличил поступления в бюджет штата на миллиард долларов. Позже он стал телохранителем президента Вудро Вильсона, который назначил Макдональда маршалом Северного округа штата Техас.
15 января 1918 года Макдональд умер от пневмонии в Уичито-Фолс.

### Наследие
Макдональд занесён в Зал славы техасских рейнджеров в Уэйко. О нём были написаны книги The Texas Rangers Уолтера Уэбба (1935) и Trails and Trials of a Texas Ranger В. В. Стерлинга (1968).